# Bernhard I. (Lebenau)
Bernhard I. († 17. April 1229) war ein österreichischer Adeliger. Er entstammte dem Seitenzweig der Grafen von Lebenau des Hauses Spanheim. Nach dem Tod seines Bruders Siegfried IV. im Jahre 1210 folgte er diesem als Graf von Lebenau sowie als Vogt des Salzburger Domstifts und der Klöster St. Emmeram und Seeon.

## Leben und Wirken
Bernhard I. war der älteste Sohn von Otto I. von Lebenau und dessen zweiter Frau Sophie von Plain. Nach dem Tode seines Halbbruders, welcher 1205 kinderlos verstarb, folgte er diesem als Graf von Lebenau. Am 18. Mai 1219 schritt Papst Honorius III. für das Stift St. Paul im Lavanttal gegen Bernhard und seinen Schwager Ulrich II. von Peggau unter anderem wegen Güterhinterziehung in der Steiermark ein. Im November 1221 weilt Bernhard I. in Graz im Gefolge des Herzogs Leopolds VI. von Österreich. Am 8. Mai 1224 nahm Bernhard am Fürstentag Herzog Leopolds VI. in Friesach teil. Im Jahre 1228 verbündete sich Bernhard mit Bischof Gebhard von Passau.
Am 17. April 1229 verstarb Bernhard I. unverheiratet und damit kinderlos. Damit erlosch das Geschlecht der Grafen von Lebenau. Damit erlosch ebenso das Erbrecht der Domvogtei zu Salzburg für das Gesamtgeschlecht der Spanheimer. Erzbischof Eberhard II. von Salzburg zog daraufhin die Vogteirechte für das Kloster Seeon umgehend ein. Der reiche Besitz zu Burghausen fiel an den Wittelsbacher Herzog Ludwig den Kelheimer. Der Salzburger Erzbischof sicherte sich des Weiteren das Kerngebiet der Grafschaft Lebenau um Tittmoning käuflich von den bayerischen Herzögen, um es seinem Bistum einzuverleiben. Die Kärntner Besitzungen, darunter die Burgen Rabenstein, Löschental und Lavamünd, fielen an seinen Schwager Ulrich von Peggau. Die nahen Spanheimer Verwandten konnten nur einen kleinen Teil des Erbes für sich beanspruchen; weshalb dieser trotz ihres enormen Einflusses zu jener Zeit nur so gering war, ist nicht überliefert. So sicherte sich Herzog Bernhard von Kärnten die Lebenauer Lehen des Bistums Freising in der Steiermark von Bischof Konrad I. von Tölz und Hohenburg. 1244 reiste Pfalzgraf Rapoto III., der dem Spanheimer Seitenzweig der Grafen von Ortenburg entstammte, zu Erzbischof Eberhard von Salzburg, um über die Chiemgauer Rechte Bernhards I. von Lebenau zu verhandeln. Es gelang ihm, diese als unveräußerliches Lehen für sich zu gewinnen. Drei Jahre später wurde Philipp von Spanheim Administrator von Salzburg und versuchte jahrelang, sich die Grafschaft Lebenau wieder anzueignen. Alle Versuche des Hauses Spanheim, die Gebiete dauerhaft zu beanspruchen, scheiterten jedoch.